# Pardosa aenigmatica
Pardosa aenigmatica là một loài nhện trong họ Lycosidae.
Loài này thuộc chi Pardosa. Pardosa aenigmatica được Tongiorgi miêu tả năm 1966.